# 酒直
酒直（さかなお）は、千葉県印旛郡栄町の大字。郵便番号270-1513。

## 地理
北は須賀、東は龍角寺、南東は成田市大竹、南は印西市吉高干拓、南西は印西市下井、西は安食に隣接している。地内に酒直台と隣接している。飛び地があり、安食、印西市酒直卜杭に隣接している。

## 小字
小字は以下の通り。
- 大崩（おおくずれ）
- 天ノ宮（てんのみや）
- 追作（おいさく）
- 落合（おちあい）
- 船戸（ふなど）
- 子ノ神（ねのかみ）
- 向台（むこうだい）
- 宮前（みやまえ）
- 仲郭（なかぐるわ）
- 宮ノ後（みやのうしろ）
- 北ノ内（きたのうち）
- 池ノ内（いけのうち）
- 鳥喰（とりばみ）
- 下埜（したや）
- 七斗蒔（ななとまき）
- 迎山（むかいやま）
- 中台（なかだい）
- 雨堤（あめつつみ）
- 雨堤下（あめつつみした）
- 白山（しらやま）
- 浅間下（あさました）
- 葉崎（はざき）
- 浅間下埜（あさましたや）
- 船戸埜（ふなどや）
- 落合埜（おちあいや）

## 歴史
江戸期は酒直村であり、下総国埴生郡のうち。はじめ旗本本多氏領、のち幕府領、元禄14年から佐倉藩領、享保8年から淀藩領。村高は、「元禄郷帳」1,001石余、「天保郷帳」「旧高旧領」ともに1,118石余。明治6年千葉県に所属。同11年下埴生郡に編入。神社は素羽鷹神社・荒神社、寺院は天台宗多宝院（印旛郡誌）。明治22年境村の大字となる。

### 年表
- 1873年（明治6年） - 千葉県に所属。
- 1878年（明治11年） - 下埴生郡に所属。
- 1889年（明治22年）4月1日 - 町村制施行し安食村、北辺田村、龍角寺村、酒直村、矢口村、須賀村、麻生村の7村と安食卜杭新田飛地が合併し下埴生郡境村が発足。境村大字酒直になる。
- 1892年（明治25年）12月28日 - 境村が安食町に町制施行改称。安食町大字酒直になる。
- 1897年（明治30年）4月1日 - 下埴生郡が印旛郡に編入され安食町が印旛郡の所属となる。
- 1955年（昭和30年）12月1日 - 布鎌村、安食町が合併し栄町が発足。栄町酒直になる。

## 世帯数と人口
2017年（平成29年）11月1日現在の世帯数と人口は以下の通りである。
| 地域 | 世帯数  | 人口  |
| ---- | ------- | ----- |
| 酒直 | 255世帯 | 571人 |
| 南部 | 76世帯  | 192人 |
| 計   | 331世帯 | 763人 |

## 小・中学校の学区
町立小・中学校に通う場合、学区は以下の通りとなる。
| 地域 | 小学校             | 中学校         |
| ---- | ------------------ | -------------- |
| 酒直 | 栄町立安食台小学校 | 栄町立栄中学校 |
| 南部 | 栄町立安食台小学校 | 栄町立栄中学校 |

## 施設
- 酒直台集会所
- さかなおコミュニティセンター
- 酒直区第2集会所
- 南部青年館
- 荒神社
- 素羽鷹神社
- 南部稲荷大明神
- 多宝院
- 水資源機構千葉用水総合事業所酒直機場
- 成田土地改良事業所白山機場
- 県営圃地整備事業安食区詰所

## 交通

### 道路
- 主要地方道
  - 千葉県道18号成田安食線